# Parc national (France)
Pour les articles homonymes, voir Parc national et Parcs nationaux de France.

Logotype de l'ancien établissement public national Parcs nationaux de France, évoquant la spirale de l'évolution.

En rouge, les parcs nationaux de France.

En France, un parc national est une aire protégée qui est classée du fait de sa richesse naturelle exceptionnelle. Il a la particularité d'être structuré en deux secteurs à la réglementation distincte : une zone de protection appelée « zone cœur » à la réglementation stricte de protection de la nature et une « aire d'adhésion » où les communes sont partenaires du développement durable du parc.
En 2019, la France compte onze parcs nationaux : huit en métropole dont quatre en haute montagne, le parc national des Cévennes situé en moyenne montagne, le parc national de Port-Cros et le parc national des Calanques mi-terrestres, mi-marins ainsi que le parc national de forêts en plaine, et trois en outre-mer, en Guyane, à La Réunion et en Guadeloupe.
La réglementation à l'intérieur d'un parc national est plus stricte que celle du parc naturel régional.
Leurs zones cœurs sont généralement classées comme aires protégées de catégorie II par la Commission mondiale des aires protégées de l'Union internationale pour la conservation de la nature, tandis que leurs aires d'adhésion sont généralement classées en catégorie V. Le parc national des Cévennes fait exception, avec une zone cœur de catégorie V. De rares zones restreintes, situées au sein des zones cœur, sont classées de catégorie I,.

## Histoire

### Les premières initiatives privées et publiques en métropole

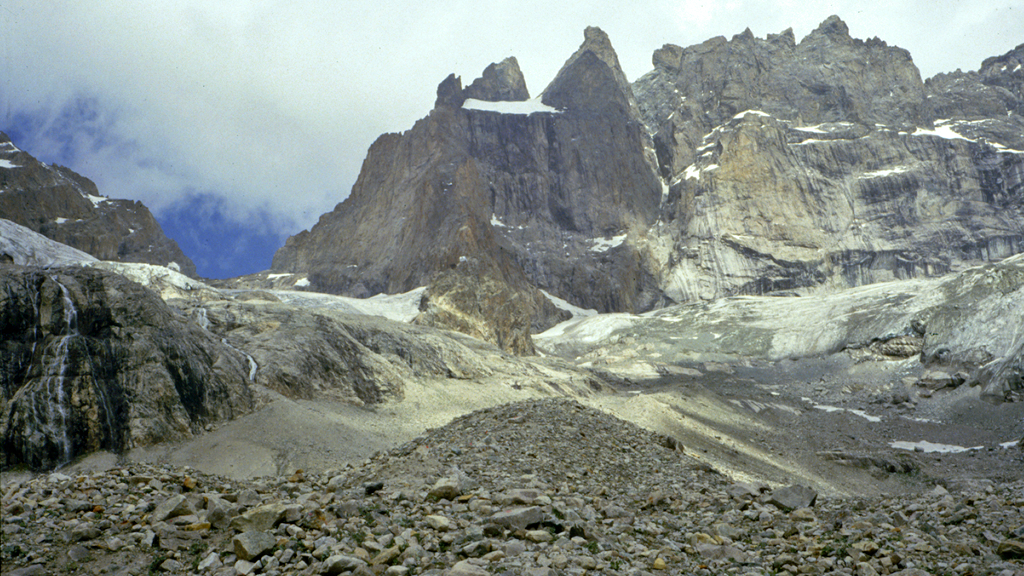
La Meije dans le parc national des Écrins, anciennement parc de la Bérarde.

Depuis le XIXe siècle des voix s'élèvent pour la création de parcs nationaux en France : Ernest Guinier, Édouard-Alfred Martel, Léon Auscher, Henry Defert, soutenues par divers clubs ou sociétés savantes (Touring club de France, Club alpin français), à l'origine plus pour protéger des paysages que des espèces ou des écosystèmes.
En 1913 le « parc de la Bérarde » est créé en haute vallée du Vénéon par l'administration des Eaux et Forêts, sans base réglementaire, sur des terrains domaniaux et loués dans l'idée de laisser des terrains en libre évolution. L'appel aux souscriptions était à peine lancé qu'éclatait la Première Guerre mondiale et le processus pour doter les parcs nationaux d'un statut officiel fut interrompu. Le parc change de dénomination à plusieurs reprises et prend le titre officieux de « parc national de l’Oisans », puis de « Parc national du Pelvoux » lors de son agrandissement en 1923. Le parc perd cette qualification de parc national en 1962 et devient un parc domanial, « domaine privé de l’État soumis au régime forestier », avant de renaître en parc national des Écrins en 1973.

### Dans les colonies
Les premiers parcs nationaux algériens, qui furent fondés à partir de 1929 en Algérie alors sous souveraineté française, avaient d'abord une vocation botanique et paysagère (cèdres de Theniet El Had) avant d'intégrer rapidement la conservation de la faune, comme dans les réserves équivalentes créées à partir de 1925 (Ouadjia Vakaga) dans ces territoires. De 1923 à 1931, treize parcs nationaux sont créés en Algérie couvrant près de 27 000 ha au total (Theniet El Had (1 500 ha), Dar-el-Oued Taza (230 ha), L’Ouarsenis (1 030 ha), Djebel Gouraya (530 ha), L’Akfadou (2 115 ha), Chrea (1 350 ha), Le Djurdjura (16 550 ha), Les Planteurs (688 ha), Saint-Ferdinand (412 ha), Aïn-N’sour (279 ha), Babor (1 701 ha), Mahouna (270 ha) et Bugeaud-L’Edough). Au Maroc, le directeur des Eaux et Forêts, Paul Boudy (1874-1957), fait promulguer en 1934 un dahir portant création de parcs nationaux et un arrêté qui en fixe la procédure. Mais il faut attendre respectivement 1942 et 1950 pour voir la création des deux premiers parcs, celui de Toubkal dans le Haut-Atlas sur 38 000 ha et celui de Tazekka sur 580 ha. En Tunisie, les autorités protectorales comme la population sont réticentes et si le parc forestier d’Aïn-Draham est créé en 1917, il a essentiellement un but touristique ; tandis que le décret du 17 mars 1936 qui crée le parc d’État de Djebel Bou Hedma sur 5 000 ha n’avait toujours pas été mis en œuvre au moment de l’indépendance en 1956. De 1927 à 1939, onze réserves intégrales constituent les premières aires protégées de Madagascar sur 500 000 ha, dont l'une est transformée en 1958 en parc national de la Montagne d'Ambre. Par ailleurs, 25 réserves forestières sont mises en place sur 184 000 ha, dans lesquelles la chasse est interdite. En Afrique-Occidentale française, la réserve de chasse de Niokolo Koba est créée en 1926 et deviendra parc national en 1954 sur 250 000 ha. Puis, un décret de 1935 institue des « forêts de protection affranchies de tout droit d’usage, de toute exploitation pour le présent et l’avenir » afin de « maintenir la végétation naturelle indéfiniment, pour le rôle utile qu’elle exerce sur le climat, le maintien des terres ou le régime des eaux » et où la chasse est interdite. Ces espaces, au nombre d'environ 600 et couvrant plus de cinq millions d'hectares, sont de fait des quasi réserves intégrales. S'y ajoutent des réserves zoologiques (réserve des Monts Nimba établie en 1944, de la Boucle du Baoulé sur 945 000 ha, du W sur 900 000 ha (1954), de Banco, Bouna, etc.). En Afrique-Équatoriale française, est créé en 1935 une réserve qualifiée de parc national d'Odzala sur 450 000 ha, en 1933 celle qualifiée de parc national de Bamingui-Bangoran couvrant un million d’hectares et incluant quatre réserves zoologiques ou intégrales, puis plusieurs autres réserves zoologiques assimilées à l'époque à des parcs nationaux, jusqu'en 1940 (Manovo-Gounda (1933), Bahr-El-Ghazal sur 1 540 000 ha, Aouk Aoukalé (en) sur 1 500 000 ha (1939), Ouadjia Vakaga (en) (1925), Haute-Kotto et Zémango, tous trois sur 950 000 ha, Manda, Okanda, Bamboutos, etc.). En revanche, si dès 1891, des réserves forestières sont établies en Indochine, jusqu'à atteindre un nombre de 600 sur près de quatre millions d'hectare, elle n'auront pas vocation à protéger la flore et la faune, en raison de l'opposition des populations et des colons, mais à assurer la gestion des ressources par des « coupes méthodiques ».

### Création du statut de «parc national» en 1960

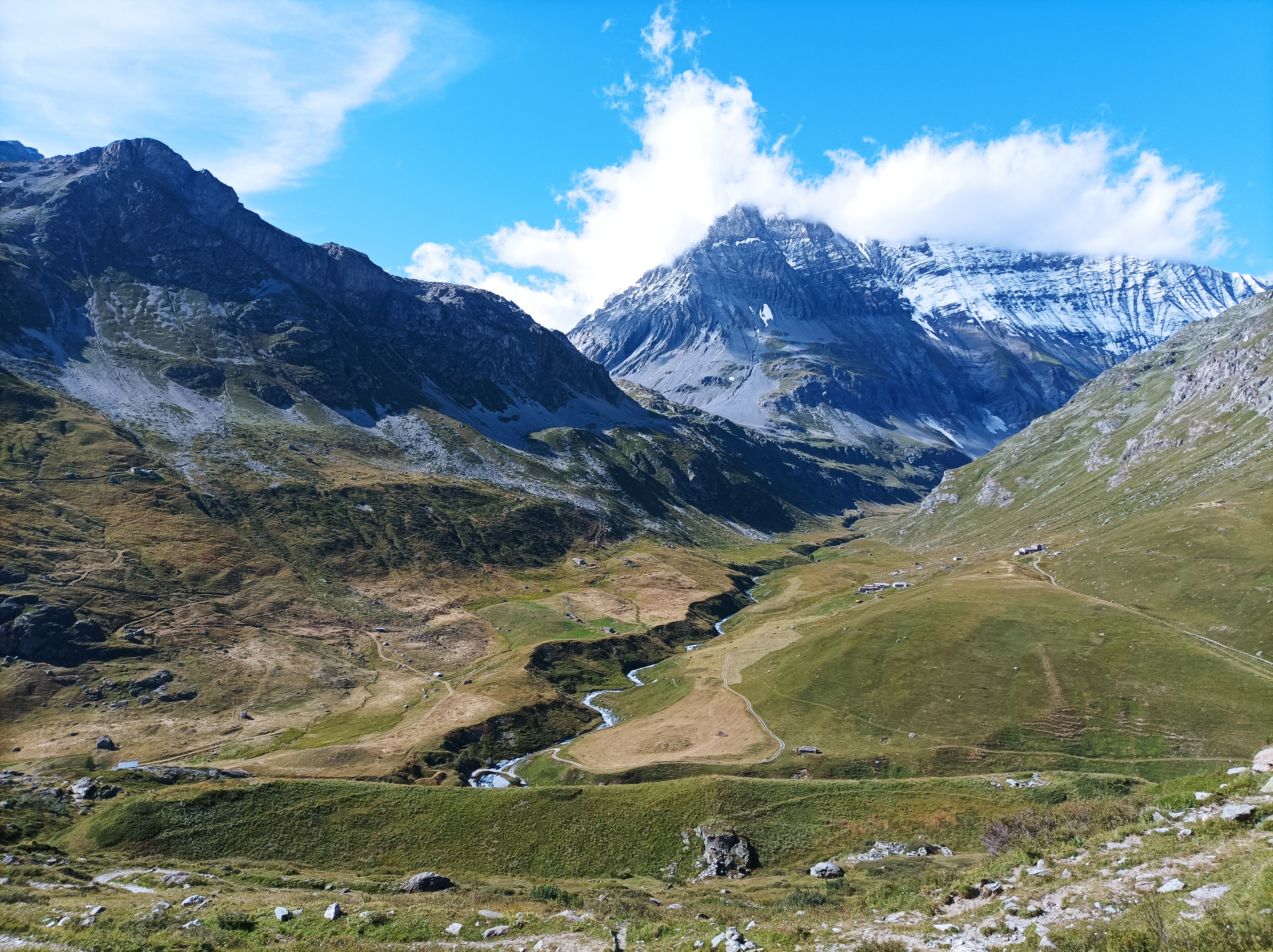
Vue sur la Grande Casse depuis la montée près de lieu-dit Pensamen en août 2023 - Parc de la Vanoise.

Ce n'est que par la loi n°60-708 du 22 juillet 1960, bien après la Suède en 1909 en Europe, que le statut officiel de parc national est créé en France métropolitaine, par une loi élaborée par le ministère de l'Agriculture. Le premier parc national français, le parc national de la Vanoise est créé le 6 juillet 1963.

### Réforme de 2006
La loi du 14 avril 2006 réoriente les parcs nationaux vers plus d'intégration des populations locales et un développement durable des territoires.
La loi prévoit le découpage de chaque parc en deux zones aux niveaux de protection différenciés (appartenant donc à des catégories différentes dans le classement de l'UICN). Elle permet à certaines communes de choisir si elles feront ou non partie d'un parc national.
Enfin, la réforme de 2006 crée la notion de charte de parc national, documents de gestion et d'aménagement du territoire.
La place des collectivités territoriales et des acteurs locaux dans le conseil d'administration des Parcs nationaux est renforcée.

## Création ou modification d'un parc national

### Procédure de création
« Un parc national peut être créé à partir d'espaces terrestres ou maritimes, lorsque le milieu naturel, particulièrement la faune, la flore, le sol, le sous-sol, l'atmosphère et les eaux, les paysages et, le cas échéant, le patrimoine culturel qu'ils comportent présentent un intérêt spécial et qu'il importe d'en assurer la protection en les préservant des dégradations et des atteintes susceptibles d'en altérer la diversité, la composition, l'aspect et l'évolution. »
— Art. L331-1 du Code de l'environnement

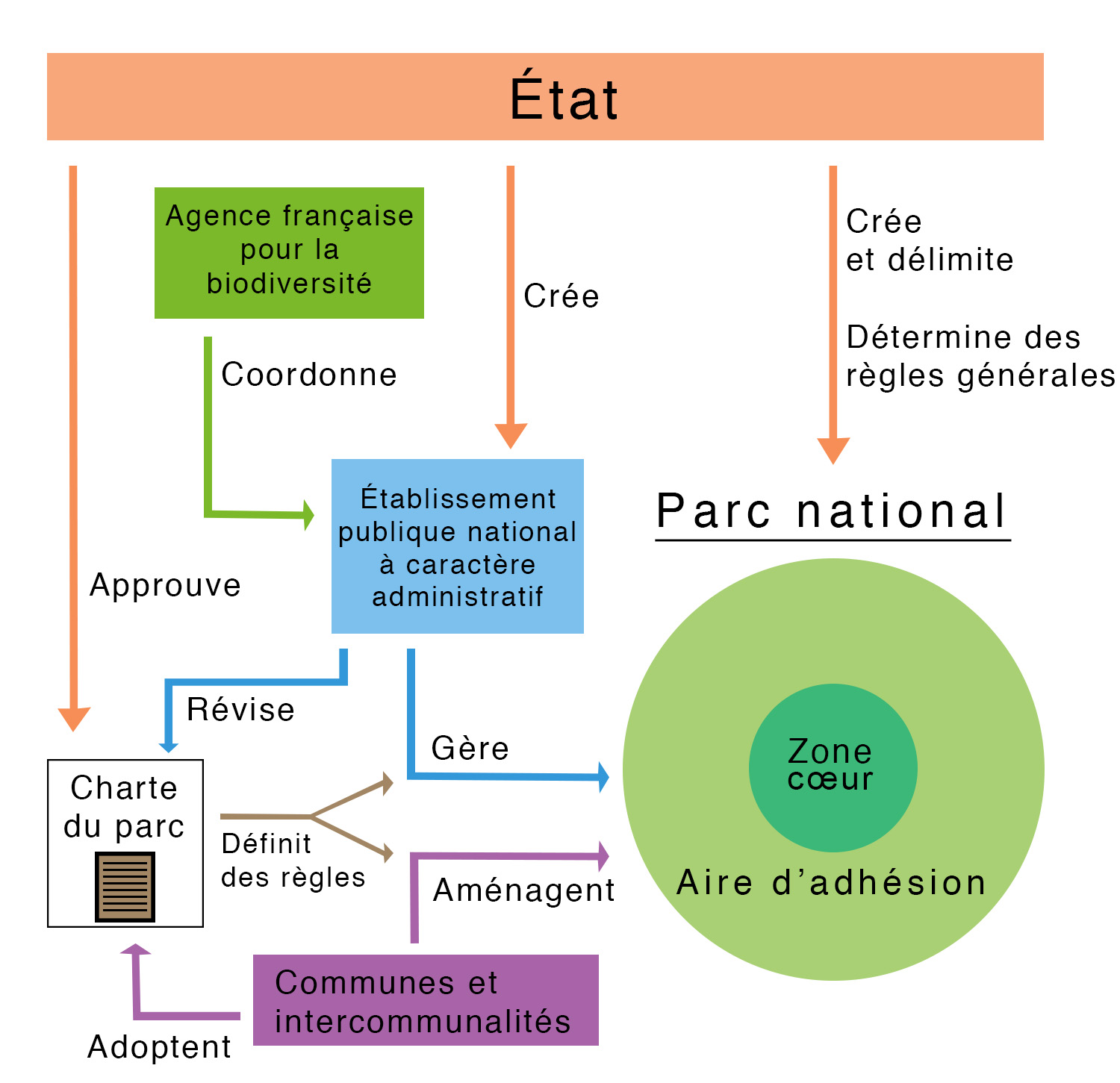
Organisation d'un parc national français.

La création d'un parc national incombe à l'État. C'est ce dernier qui par décret instaure le parc, après enquête publique. Ce décret a quatre effets :
- la délimitation du périmètre de cœur de parc et la détermination des règles générales de protection qui s'y appliquent ;
- la détermination du territoire des communes ayant vocation à adhérer à la charte du parc ;
- l'approbation de la charte du parc, valable pour 15 ans ;
- la création de l'établissement public à caractère administratif du parc.

La charte est soumise par le préfet de région à l'adhésion des communes concernées.

### Extension du périmètre du parc
Le périmètre du cœur du parc et celui du territoire des communes ayant vocation à adhérer à la charte (l'aire d'adhésion) peuvent être étendus, soit à la demande du conseil municipal des communes candidates avec l'accord du conseil d'administration de l'établissement public du parc, soit à l'inverse sur proposition de ce dernier avec l'accord du conseil municipal des communes intéressées.

### Déclassement du parc
Le Code de l'environnement ne prévoit pas l'hypothèse d'un déclassement du parc national. Selon la jurisprudence, il résulte du silence des textes que l'autorité compétente pour créer le parc l'est aussi pour mettre fin au classement.

## La Charte
La charte est un document qui définit les objectifs de préservation du patrimoine naturel, culturel et paysager ainsi que les orientations en matière de développement durable du territoire d'un parc national. Il décrit les modalités et mesures d'application de la règlementation dans les zones cœur. Des orientations de préservation et de développement durable, définies en concertation, se traduisent ensuite en conventions d'application (avec les collectivités territoriales) ou par des partenariats avec des acteurs privés, dans la zone périphérique.
Ce document a donc une valeur règlementaire dans les cœurs et contractuel dans l'aire d'adhésion.
Le projet de charte du parc national est élaboré par l'établissement public du parc national. Il est transmis pour avis aux collectivités territoriales intéressées.
La charte est révisée tous les 12 ans, la procédure de concertation dure trois ans à l'issue desquels la nouvelle mouture de la charte est présentée aux communes de l'aire d'adhésion potentielle.
Les schémas de cohérence territoriale, les plans locaux d'urbanisme, les cartes communales et les règlements locaux de publicité et tout autre document d'aménagement et de gestion lié à l'environnement doivent être compatibles avec les objectifs de protection et les orientations de la charte du parc national.

## Zonage

Carte du parc national des Cévennes, indiquant en rouge la zone cœur et en vert l'aire d'adhésion.

L'originalité des parcs nationaux français vient de leur organisation en deux secteurs géographiques distincts, où s'applique une réglementation différente :
- La zone « cœur » du parc (ex-« zone centrale ») est un secteur où la réglementation stricte doit permettre d'assurer la protection du patrimoine naturel.
  - À l'intérieur du « cœur », la charte peut instituer des « réserves intégrales » soumises à des restrictions supplémentaires.

- L'« aire d'adhésion » (ex-« zone périphérique »), quant à elle, est un secteur où les communes sont encouragées à protéger leur environnement afin d'atteindre les objectifs de protection du cœur, tout en assurant un développement économique viable.

Du fait du niveau de réglementation différent, le cœur et l'aire d'adhésion n'ont pas le même classement CMAP : le cœur est en catégorie II, dite « parc national », tandis que la périphérie est en catégorie V, ou « Paysage terrestre ou marin protégé ». La seule exception est le parc national des Cévennes, où le cœur est aussi en catégorie V, la chasse y étant autorisée.

### Cœur de parc
Les cœurs des parcs nationaux abritent les trésors du patrimoine naturel français.
Conformément aux dispositions du code de l'environnement, les travaux pouvant avoir un impact sur la nature sont soumis à des règles particulières. C'est dans ces zones que s'applique la règlementation spécifique définie par la charte de chaque parc national.
Le périmètre du cœur du parc national est défini par l'Etat.

### Réserves intégrales

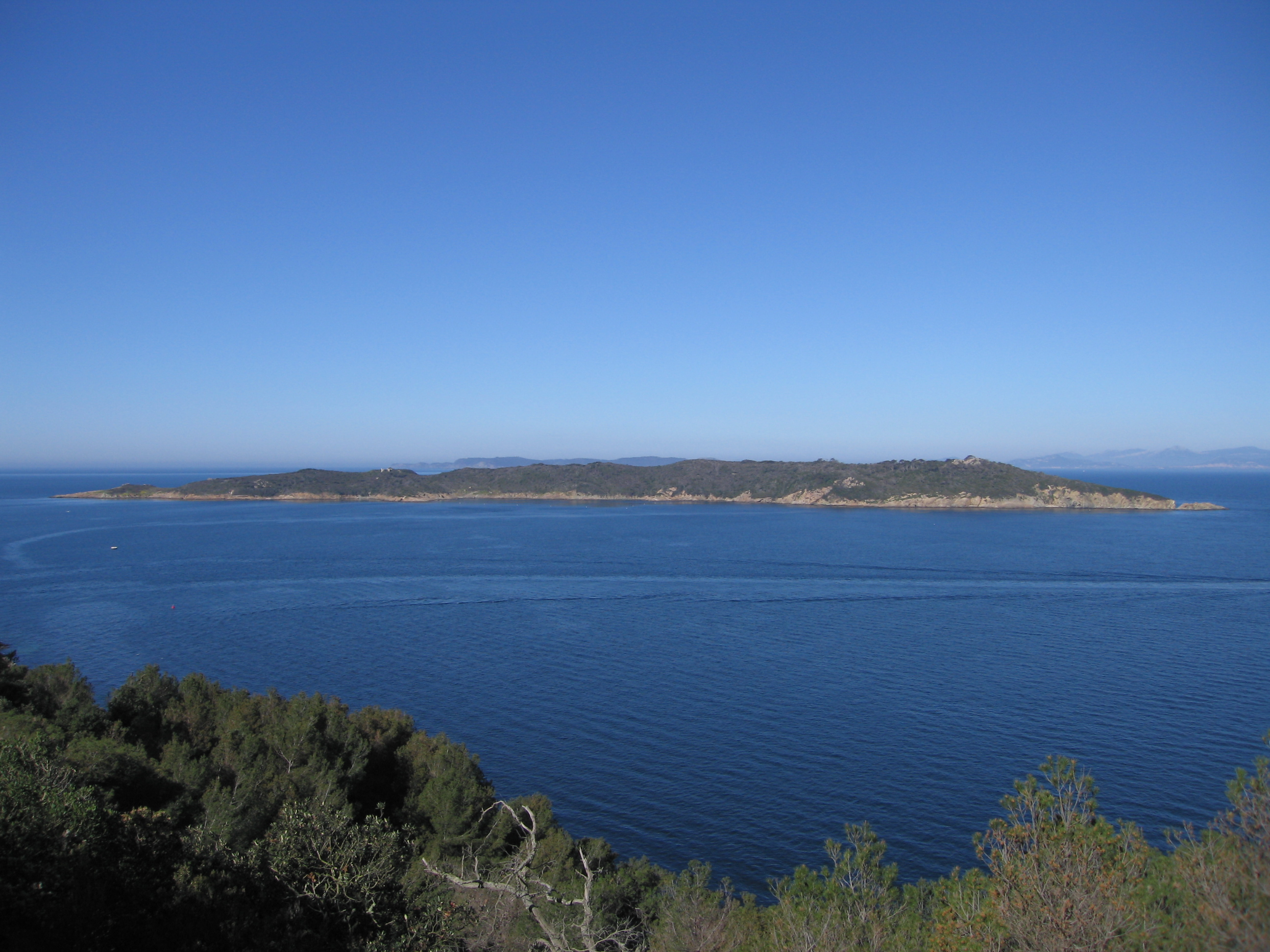
Île de Bagaud, réserve intégrale au cœur du parc national de Port-Cros.

L'article 2 de la loi de 1960 instituait que « Des sujétions particulières à des zones dites « réserves intégrales » peuvent être édictées par décret afin d'assurer, dans un but scientifique, sur une ou plusieurs parties déterminées d'un parc national, une protection plus grande de certains éléments de la faune et de la flore […] Les « réserves intégrales » seront établies en tenant compte de l'occupation humaine et de ses caractères ». Cette disposition fait aujourd'hui partie du code de l'environnement (III, III, I, 4). Trois réserves intégrales de parc national ont ainsi été créées : celle de Lauvitel dans le parc national des Écrins en 1995, celle de l'île de Bagaud, dans le parc national de Port-Cros en 2007 et la réserve intégrale forestière dans le parc national de forêts en 2019. Ces réserves intégrales de parc national ont un statut distinct des réserves biologiques intégrales dépendant de l'Office national des forêts.

### Périmètre d'étude et aire d'adhésion
L'« aire d'adhésion optimale », autrement appelée « périmètre d'étude » ou même « périmètre maximum », correspond à l'ensemble des communes à laquelle l'établissement public du PN doit présenter la charte. Comme le cœur, ce périmètre est défini par décret.
Seules les communes adhérentes à la charte font ensuite partie de l'« aire d'adhésion ». Une commune n'ayant pas adhéré à la charte peut tout de même faire partie du PN si une partie du cœur se situe à l'intérieur de ses limites.
Le taux d'adhésion des communes à la charte varie fortement : de 100 % pour le parc amazonien de Guyane à 6 % (2 communes sur 29) pour celui de la Vanoise, ce dernier comprend 20 communes sur lesquelles se trouvent des morceaux du cœur.
Aucune disposition règlementaire particulière ne s'applique dans l'aire d'adhésion. Les communes signent des conventions d'application avec l'établissement du parc pour tout ce qui concerne la protection de leur patrimoine naturel et le développement durable.

## Gestion
Chaque parc est administré par un établissement public national à caractère administratif, coordonnés depuis 2006 par un établissement public national, Parcs nationaux de France. Cet établissement est intégré à l'Agence française pour la biodiversité en 2017. Cette agence est à son tour intégrée à l'Office français de la biodiversité en 2019.
La gestion d'un parc national de France a pour objectif principal de protéger le milieu. Cet objectif implique :
- le contrôle des travaux réalisés dans le cœur du parc et la possibilité, pour le parc lui-même, d'évaluer l'impact de toute évolution ;
- le suivi de la conservation de la nature.

Les parcs nationaux auraient perdu 20 % de leurs personnels en 10 ans (2009-2019). « Les réorganisations successives des services, sous prétexte de faire "mieux avec moins", n’ont d’effets que de saper les valeurs et le moral des agents, mais aussi d’amener une certaine souffrance dans l’exercice de nos métiers » soulignent les représentants des personnels des dix parcs nationaux dans une motion commune.

### Travaux
Dans la zone cœur, sont applicables les règles définies par l'article L. 331-4 du Code de l'environnement.
Les contraintes imposées sont différentes selon que le projet concerne un espace déjà urbanisé ou non urbanisé.
Dans les espaces urbanisés, les travaux, constructions et installations sont soumis à autorisation spéciale. En dehors des espaces définis comme urbanisés par le décret de création du parc, les travaux, les constructions et les installations sont par principe interdits. Toutefois, une autorisation spéciale peut être délivrée, par l'établissement public du parc, après avis du conseil scientifique. Un certain nombre de règles applicables aux travaux sont communes aux espaces urbanisés et non urbanisés. Par exemple, tous les gros travaux, soumis à études d'impact, doivent être autorisés par le conseil scientifique du parc.
Dans l'aire d'adhésion, la règlementation est identique à celle applicable au territoire français en dehors des parcs nationaux.

### Conservation de la nature
C'est en respectant le décret de création du parc et sa charte que la conservation du parc est en principe assurée. L'établissement public du parc, qui a d'importantes compétences de gestion, assure la protection du site. Ainsi, l'établissement peut prescrire des travaux aux propriétaires publics ou privés qui possèdent des terrains dans le parc. Les propriétaires ou exploitants des terrains ou des ouvrages concernés ne peuvent s'opposer à ces travaux, qui ne sont pas à leur charge.
Depuis le décret du 29 décembre 2011, l'organisation et le déroulement de manifestations publiques dans le cœur du parc, ainsi que son survol motorisé, font l'objet d'une procédure d'autorisation particulière.

### Budgets
Une dotation est versée aux communes dont le territoire est pour tout ou partie compris dans le cœur d'un parc national, indexée sur la superficie de la commune comprise dans ce cœur, cette part étant doublée pour le calcul de la dotation lorsque cette superficie dépasse 5 000 km2.
Le montant total de cette dotation est fixé à 3 millions d'euros pour 2007 et évolue annuellement selon le taux d'indexation fixé par le Comité des finances locales pour la dotation de base et la dotation proportionnelle à la superficie.

### Développement du tourisme durable et éducation à l'environnement
Les parcs nationaux ont pour mission de « sensibiliser, animer, éduquer aux enjeux de la préservation des patrimoines de ces territoires » et d'« Offrir au public un accueil de qualité compatible avec les objectifs de préservation des patrimoines ».
Dans cet objectif, certains parcs nationaux se sont engagés dans une démarche de tourisme durable, en signant notamment la Charte européenne du tourisme durable dans les espaces protégés.

#### Accueil du public
Les parcs nationaux accueillent le public dans les maisons du parc national qui sont les vitrines du territoire. Elles accueillent des expositions variées.
Les parcs sont des espaces naturels ouverts à la randonnée, et dans les parcs de montagne des refuges sont à la disposition des visiteurs.

#### Accessibilité aux personnes en situation de handicap
Les Parcs doivent faciliter l'accès à leur patrimoine aux personnes en situation de handicap, moteur, visuel et auditif. Dans cet objectif ils mettent en accessibilité les maisons de parc, adaptent les sentiers de randonnée ou créer des outils de découverte au travers de plus de 70 actions.

#### Fréquentation
En 2006, l'Institut français de l'environnement a publié les résultats suivants sur les diverses études de fréquentation des parcs nationaux de France. À cette époque, les sept parcs nationaux français accueillaient 6 millions de visiteurs par an :
- en moyenne 800 000 visiteurs par an pour le parc national des Cévennes ;
- 750 000 pour le parc national des Écrins ;
- 427 000 pour le parc national du Mercantour ;
- 760 000[18] pour le parc national de la Vanoise.

Le ministère de la Transition écologique avance un chiffre de plus de 10 millions de visiteurs pour l'ensemble des dix parcs nationaux au cours de l'année 2018.
| Parc national                  | Visites (2018) |
| ------------------------------ | -------------- |
| Parc national des Cévennes     | 2 000 000      |
| Parc national des Calanques    | 1 700 000      |
| Parc national de Port-Cros     | 1 600 000      |
| Parc national des Pyrénées     | 1 500 000      |
| Parc national de la Vanoise    | 720 000        |
| Parc national des Écrins       | 700 000        |
| Parc national de La Réunion    | 670 000        |
| Parc national de la Guadeloupe | 650 000        |
| Parc national du Mercantour    | 600 000        |
| Parc amazonien de Guyane       | 3 500          |
| Total                          | 10 143 500     |

### Agriculture
L'agriculture est une activité très présente dans l'ensemble des parcs nationaux, en 2019, les dix PN comptent plus de 15 000 exploitations agricoles. Les 3/4 de ces exploitations sont présentes dans les parcs ultra-marins. Dans les parcs de montagne c'est l'élevage pastoral qui domine.
Les exploitations sont à 9,3 % en agriculture biologique ou sous un autre label de qualité, contre 3,5 % sur l'ensemble du territoire. Elles sont 51 % à commercialiser en circuit courts contre 16 % à l'échelle nationale.

#### Concours des prairies fleuries
Le concours est organisé dans les parcs nationaux et dans les parcs naturels régionaux. Les agriculteurs engagent leurs parcelles naturelles ou pâturées et elles sont évaluées par des jurys composés d'agronomes et de naturalistes. Chaque jury local élit un lauréat qui participera au concours national des prairies fleuries (celui-ci est intégré au concours général agricole depuis 2014), la remise des prix a lieu pendant le salon de l'agriculture de Paris.

### La marque «Esprit Parc national»
« Esprit Parc national » est une marque déposée. Cette marque est attribuée, par chaque parc national, à un produit ou service, après adhésion à des règles d'usages par un producteur ou un prestataire. Elle peut concerner aussi bien des produits alimentaires ou artisanaux que des opérateurs d'activités de pleine nature ou d'activités culturelles qu'à des hébergements ou des points de restauration. Toujours en accord avec les objectifs de développement durable et de conservation de la nature des parcs nationaux.

### Études scientifiques
Entre 1963 et 2010, 412 suivis et 113 inventaires ont été réalisés dans l'ensemble des parcs. Le nombre d'étude réalisées par période est en augmentation constante entre ces deux dates. Une large majorité des suivis s'intéresse à la faune, sur la période considérée, une moitié de ces suivi concerne les oiseaux, un tiers les mammifères et un quart les autres vertébrés.
Débuté en 2009, un inventaire biologique généralisé est en cours dans le parc national du Mercantour.

## Liste des parcs nationaux français

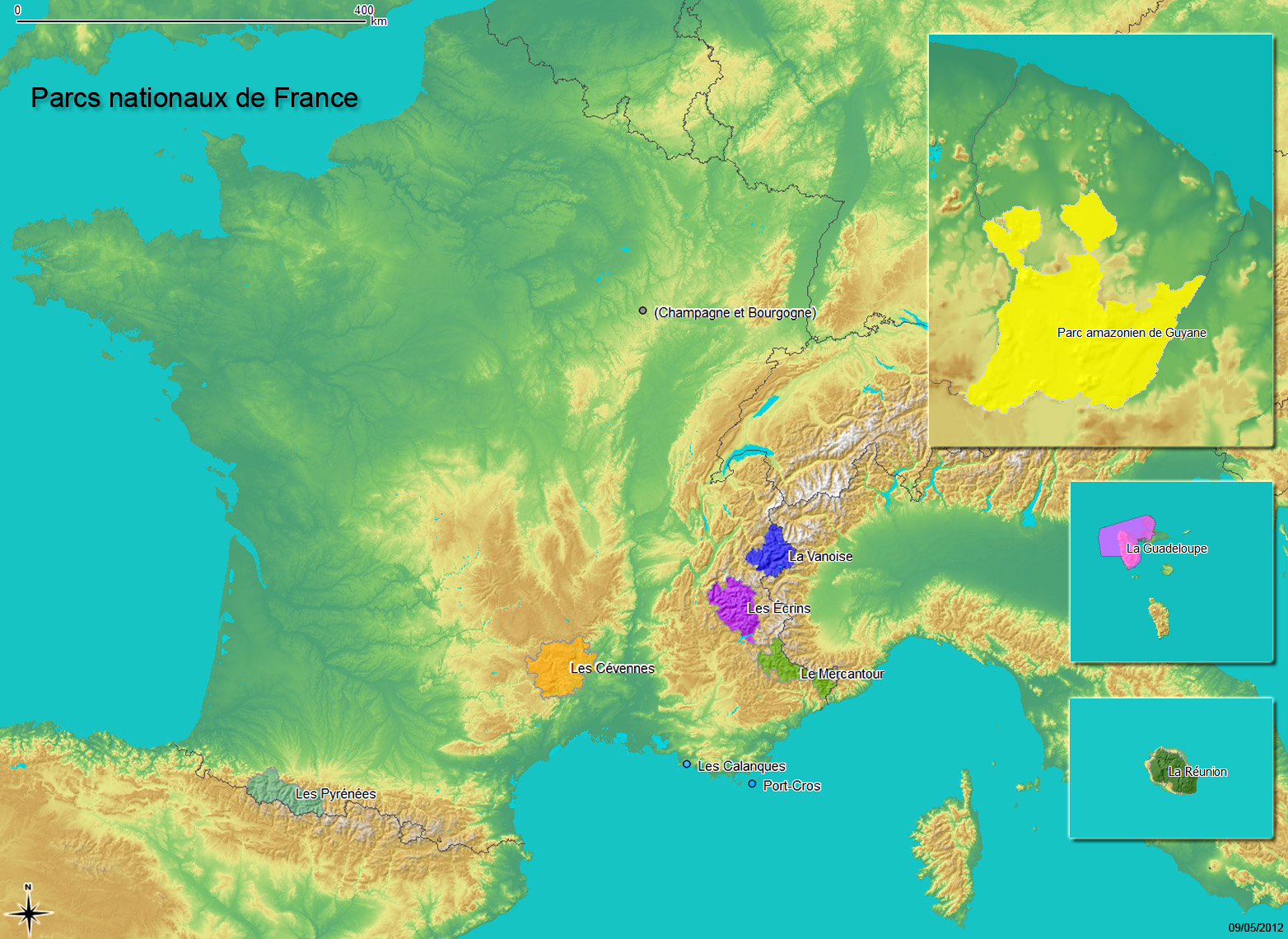
Localisation des parcs nationaux de France jusqu'en 2019.

| Parc national                  | Image | Date de création | Superficie de la zone cœur (ha) | Région                                             |
| ------------------------------ | ----- | ---------------- | ------------------------------- | -------------------------------------------------- |
| Parc national de la Vanoise    |       | 6 juillet 1963   | 53 500                          | Auvergne-Rhône-Alpes                               |
| Parc national de Port-Cros     |       | 14 décembre 1963 | 4 600                           | Provence-Alpes-Côte d'Azur                         |
| Parc national des Pyrénées     |       | 23 mars 1967     | 45 700                          | Occitanie et Nouvelle-Aquitaine                    |
| Parc national des Cévennes     |       | 2 septembre 1970 | 93 500                          | Occitanie et Auvergne-Rhône-Alpes                  |
| Parc national des Écrins       |       | 27 mars 1973     | 92 527                          | Provence-Alpes-Côte d'Azur et Auvergne-Rhône-Alpes |
| Parc national du Mercantour    |       | 18 août 1979     | 68 500                          | Provence-Alpes-Côte d'Azur                         |
| Parc national de la Guadeloupe |       | 20 février 1989  | 21 850                          | Guadeloupe                                         |
| Parc amazonien de Guyane       |       | 27 février 2007  | 2 028 126                       | Guyane                                             |
| Parc national de La Réunion    |       | 5 mars 2007      | 105 447                         | La Réunion                                         |
| Parc national des Calanques    |       | 18 avril 2012    | 52 000                          | Provence-Alpes-Côte d'Azur                         |
| Parc national de forêts        |       | 8 novembre 2019  | 56 614                          | Bourgogne-Franche-Comté et Grand Est               |

### Surfaces
|            | Cœur   | Cœur  | Cœur      | Aire optimale d'adhésion | Aire optimale d'adhésion | Aire optimale d'adhésion | Parc national (ensemble) | Sources |
| Terrestre  | Marin  | Total | Terrestre | Marine                   | Total                    |                          | Parc national (ensemble) | Sources |
| Calanques  | 85     | 435   | 520       | 82                       | 978                      | 1 060                    | 1 580                    | [ 23 ]  |
| Cévennes   | 937    |       | 937       | 2 793                    |                          | 2 793                    | 3 730                    | [ 24 ]  |
| Écrins     | 925    |       | 925       | 1 788                    |                          | 1 788                    | 2 713                    | [ 25 ]  |
| Forêts     | 560    |       | 560       | 1 850                    |                          | 1 850                    | 2 410                    | [ 11 ]  |
| Guadeloupe | 188    | 33    | 221       | 921                      | 1 323                    | 2 244                    | 2 465                    | ,       |
| Guyane     | 20 236 |       | 20 236    | 13 615                   |                          | 13 615                   | 33 851                   | [ 24 ]  |
| Mercantour | 679    |       | 679       | 1 467                    |                          | 1 467                    | 2 146                    | [ 24 ]  |
| Port-Cros  | 17     | 29    | 46        | 225                      | 1 226                    | 1 451                    | 1 497                    | [ 27 ]  |
| Pyrénées   | 458    |       | 458       | 2 077                    |                          | 2 077                    | 2 535                    | [ 24 ]  |
| La Réunion | 1 054  |       | 1 054     | 877                      |                          | 877                      | 1 931                    | [ 24 ]  |
| Vanoise    | 534    |       | 534       | 1 427                    |                          | 1 427                    | 1 961                    | [ 24 ]  |
| Total      | 25 671 | 497   | 26 168    | 27 124                   | 3 527                    | 30 651                   | 56 819                   |         |

L'INPN diffuse sur son site internet une synthèse de données dans laquelle sont calculées les surfaces des aires protégées par type d'aire protégée : en 2019, en comptant la métropole et l'outre-mer 3,89 % du territoire est couvert par une zone cœur de parc national et 3,27 % par une aire d'adhésion.
Selon le ministère de l'Écologie, 9,5 % du territoire français est couvert par un parc national. Pour comparaison le ministère donne 29,5 % des surfaces terrestre et 22 % des eaux nationales couvertes par une aire protégée.
L'explication de ces différences de calculs se trouve sur le site internet des parcs nationaux : les 9,5 % correspondent aux périmètres d'études des parcs.

### Population résidente et densité
Au 1er janvier 2020, les 385 communes ayant adhéré aux chartes de leur parc regroupent 810 823 habitants, soit 1,2 % de la population française. Ces habitants résident dans les aires d'adhésion des parcs nationaux, les cœurs étant généralement inhabités, à l'exception des Parcs nationaux de La Réunion, des Cévennes et des Calanques.
| Parc national                  | Population (2020) | Superficie (km²) | Densité (hab./km²) |
| ------------------------------ | ----------------- | ---------------- | ------------------ |
| Parc national des Calanques    | 60 000            | 111              | 541                |
| Parc national des Cévennes     | 71 697            | 2 974            | 24                 |
| Parc national des Écrins       | 29 078            | 2 526            | 12                 |
| Parc national de forêts        | 24 843            | 2 009            | 12                 |
| Parc national de la Guadeloupe | 230 246           | 996              | 231                |
| Parc amazonien de Guyane       | 22 931            | 33 850           | 1                  |
| Parc national du Mercantour    | 22 000            | 1 801            | 12                 |
| Parc national de Port-Cros     | 99 350            | 130              | 764                |
| Parc national des Pyrénées     | 40 000            | 1 822            | 22                 |
| Parc national de La Réunion    | 206 400           | 1 660            | 124                |
| Parc national de la Vanoise    | 4 278             | 741              | 6                  |
| Total                          | 810 823           | 48 620           | 17                 |

## La biodiversité dans les parcs nationaux
Selon l'inventaire national du patrimoine naturel, en 2019, 30 364 espèces sont recensées dans les parcs nationaux, dont 8529 en outremer et 22100 dans l'hexagone.

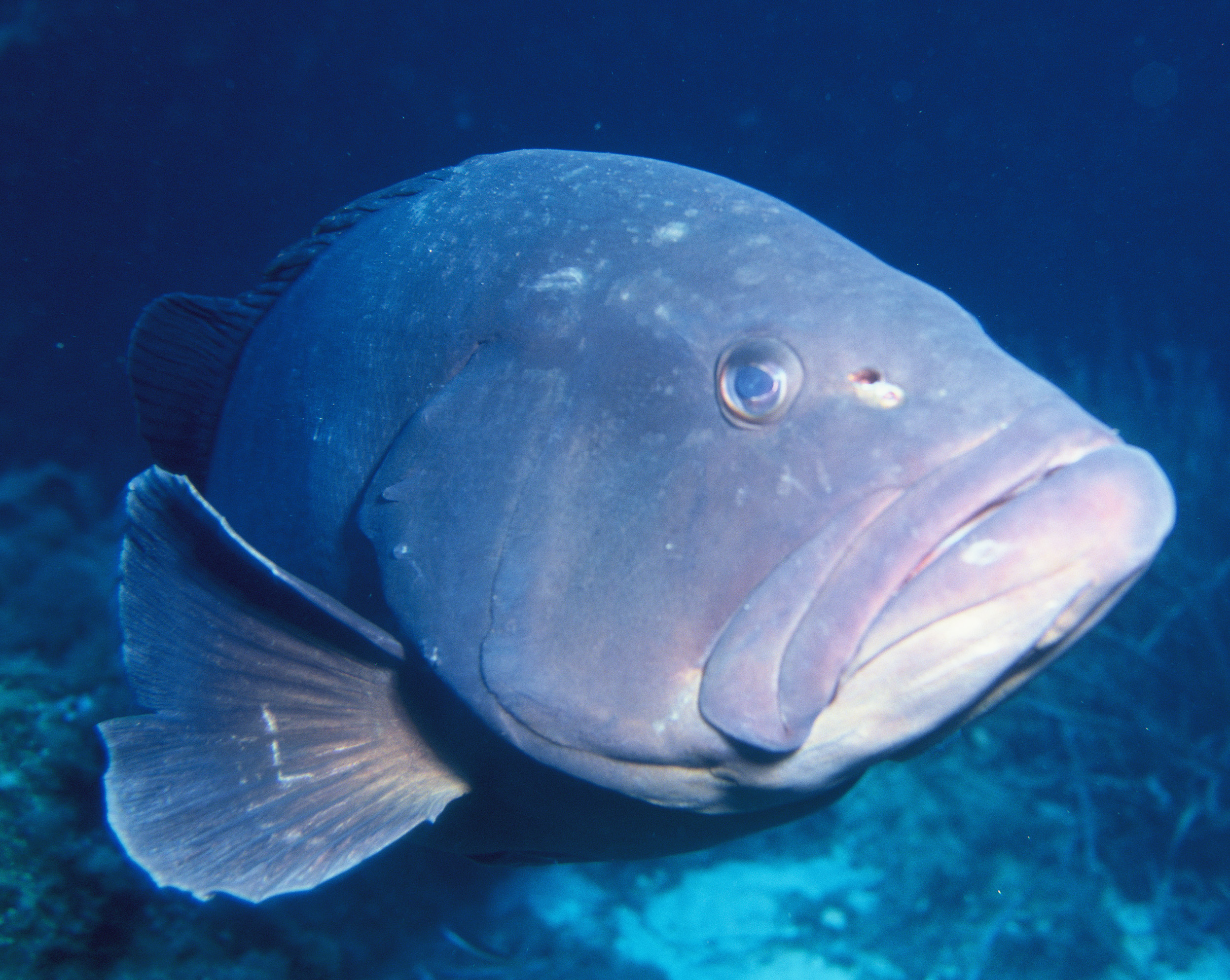
Le mérou brun dans le PN des Calanques
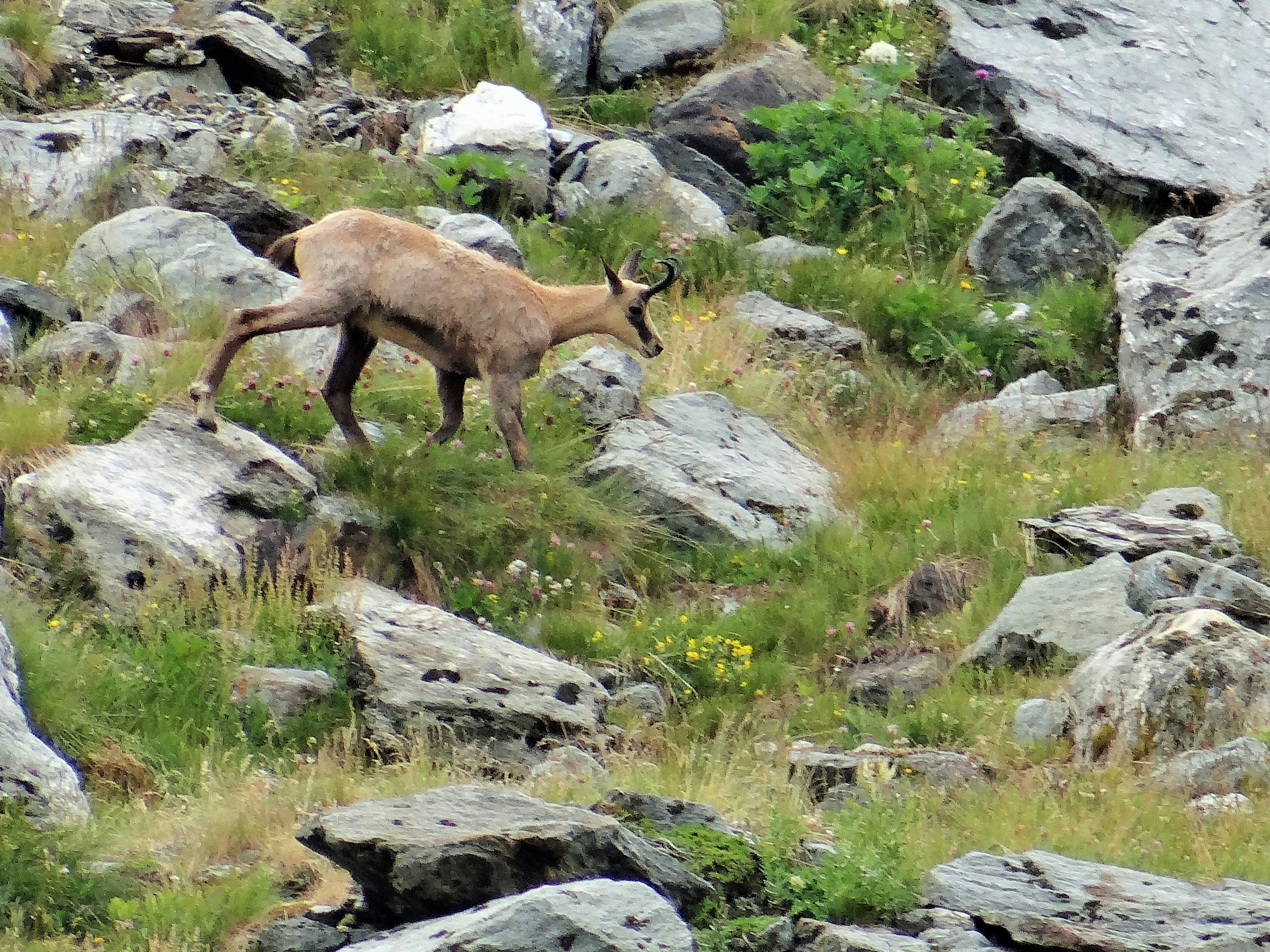
Chamois en Vanoise
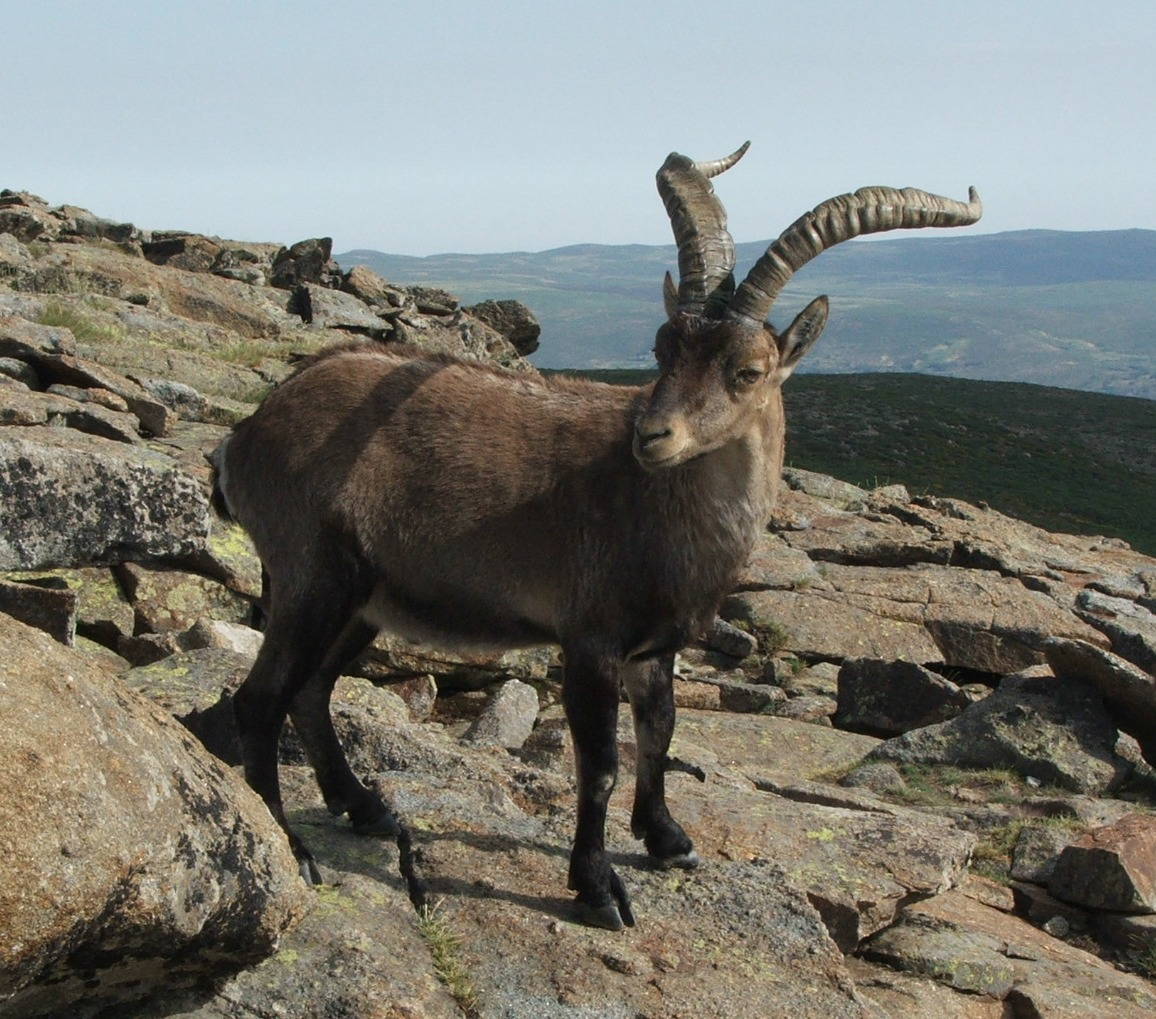
Bouquetin ibérique dans le PN des Pyrénées
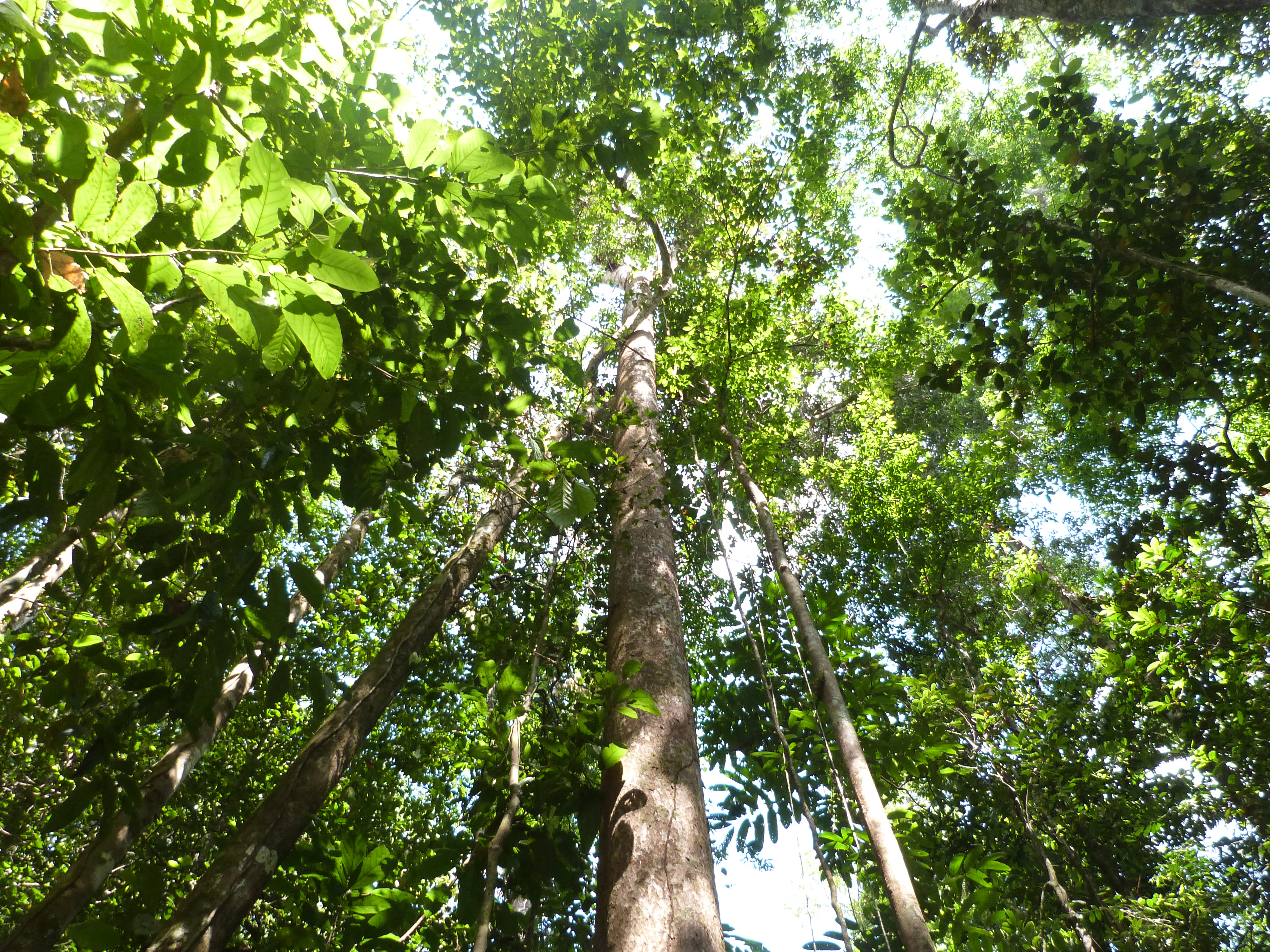
Les frondaisons de la jungle amazonienne en Guyane
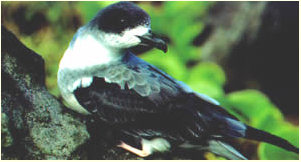
Pétrel de Barau dans le PN de la Réunion